# ジョン・モンタギュー (第5代サンドウィッチ伯爵)

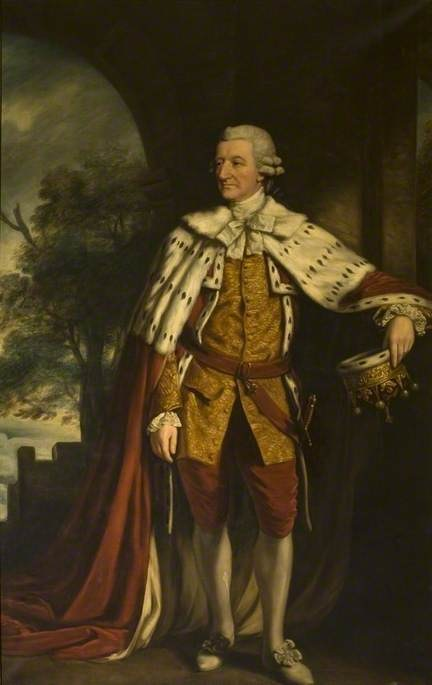
第5代サンドウィッチ伯爵

第5代サンドウィッチ伯爵ジョン・モンタギュー（英語: John Montagu, 5th Earl of Sandwich PC、1743年1月26日 – 1814年6月6日）は、イギリスの貴族、政治家。庶民院議員（在任：1765年 – 1792年）、宮内副長官（在任：1771年 – 1782年）、バックハウンド管理長官（在任：1783年 – 1806年）、郵政長官（在任：1807年 – 1814年）を歴任した。1743年から1792年までヒンチンブルック子爵の儀礼称号を使用した。初代準男爵サー・ナサニエル・ラクソールが評価したところでは、政治の才能では父よりはるかに下で、個人的な美徳では父に勝るという。

## 生涯
第4代サンドウィッチ伯爵ジョン・モンタギューと妻ドロシー（旧姓フェイン、1797年7月17日没、初代フェイン子爵チャールズ・フェインの娘）の息子として、1743年1月26日に生まれ、2月22日にセント・ジョージ・ハノーヴァー・スクエアで洗礼を受けた。1753年から1758年までイートン・カレッジで教育を受けた後、1759年にコルネット（騎兵少尉）として第15竜騎兵連隊に入隊、1761年に近衛歩兵第3連隊の大尉（lieutenant and captain）に昇進した。父の影響力により、同年にジョン・ウォルドグレイヴ（のちの第3代ウォルドグレイヴ伯爵）のエー＝ド＝カン（副官）に任命され、ドイツに送られた。1762年夏にもドイツで軍務についていたが、1767年に引退した。
1765年2月、ブラックリー選挙区の補欠選挙で当選した。ブラックリーは第3代ブリッジウォーター公爵フランシス・エジャートンの懐中選挙区であり、議会でベッドフォード公爵派に属するブリッジウォーター公爵はヒンチンブルック子爵を当選させた。同年11月には父がハンティンドンシャーの会合で息子を次の総選挙で出馬させると宣言、すぐさまに選挙活動をはじめた。父が現職議員の初代カリスフォート男爵ジョン・プロビーとの選挙協力を宣言した一方、ハンティンドンシャーでの有力者第4代マンチェスター公爵ジョージ・モンタギューは現職議員ロバート・バーナード（Robert Bernard）との選挙協力を発表して、弟チャールズ・グレヴィル・モンタギュー卿の立候補を宣言した。バーナードがマンチェスター公爵と反目すると、サンドウィッチ伯爵は選挙戦の費用を出さなくても当選できると予想したが、バーナードが立候補を取り下げなかったため、マンチェスター公爵は1766年11月にサンドウィッチ伯爵への手紙でバーナードを支持しないことを正式に宣言、サンドウィッチ伯爵は初代ニューカッスル公爵トマス・ペラム＝ホリスやチャールズ・ヨークの支持を取りつけた。また、1767年11月にカリスフォート男爵が財政難に陥って選挙戦から撤退すると、初代ラッドロー伯爵ピーター・ラッドローがマンチェスター公爵の推す候補として出馬した。結局、1768年イギリス総選挙はヒンチンブルック子爵755票、ラッドロー伯爵804票、バーナード666票でヒンチンブルック子爵とラッドロー伯爵が当選するという結果になった。
マンチェスター公爵とサンドウィッチ伯爵はその後もお互いを心から信用することはなかったが、カウンティ選挙区での選挙戦は出費が高く、2人は協力を選んだ。そのため、ヒンチンブルック子爵とラッドロー伯爵は1774年、1780年、1784年、1790年の総選挙において無投票で再選した。これらの総選挙において、選挙活動を行ったのは常に父であった。
庶民院では父と同じく、第1次ロッキンガム侯爵内閣期（1765年 – 1766年）に印紙法廃止に反対票を投じた。チャタム伯爵内閣期（1766年 – 1768年）では野党の一員として土地税法案に反対票を投じたが、1767年にベッドフォード公爵派が入閣した後は内閣支持に転じた。
父が1767年末に郵政長官に就任した後、ヒンチンブルック子爵の官職就任をめぐる交渉が開始されたが、ヒンチンブルック子爵はその後3年間官職につかなかった。1771年1月末にはようやく宮内副長官に内定（国王ジョージ3世がヒンチンブルック子爵とガーリーズ子爵のうち、前者の任命を選択した）、同年2月5日に正式に就任、6日に枢密顧問官に就任した。その後、1782年5月3日までに宮内副長官を退任したが、ノース内閣（1770年 – 1782年）の崩壊に伴い、父とともに野党に転じた結果だった。その後、シェルバーン伯爵内閣期（1782年 – 1783年）にアメリカ独立戦争の予備講和条約に反対票を投じ、フォックス＝ノース連立内閣期（1783年）にチャールズ・ジェームズ・フォックスが提出した東インド法案に賛成した。議会での演説に目立つ見所はなかった。
フォックス＝ノース連立内閣では父が不人気により高位の官職に就けなかったが、ヒンチンブルック子爵は1783年5月17日にバックハウンド管理長官に就任、1806年2月12日までに退任した。1783年末に連立内閣が崩壊して第1次小ピット内閣が成立すると、父は議会開会の時期になるまで慎重に行動して、政治に関する見解を発表しないよう助言したが、ヒンチンブルック子爵は小ピット内閣支持を表明、バックハウンド管理長官に留任した。一方、父は小ピット内閣に反対した。以降庶民院で内閣を支持して投票し、1792年4月30日に父が死去するとサンドウィッチ伯爵位を継承した。父と同じく、多額の債務を背負った時期が長く、『英国議会史』ではバックハウンド管理長官の官職が収入源として重要だったとしている。父の死後、有能な領地管理人や思わぬ収入もあり家計が回復した。
1806年2月にグレンヴィル男爵内閣が成立すると、バックハウンド管理長官の職を失ったが、第2次ポートランド公爵内閣期（1807年 – 1809年）に郵政長官に就任、1814年に死去するまで務めた。
1814年6月6日、メリルボーンのアッパー・ウィンポール・ストリートで死去、2人目の妻との間の息子ジョージ・ジョンが爵位を継承した。

## 評価
父と違い政治の才能はなく、『オックスフォード英国人名事典』も『英国議会史』も庶民院議員在任中のヒンチンブルック子爵がほとんどの時期において父を追従しただけだと評した。前者はヒンチンブルック子爵を能力のない者と評し、庶民院議員に就任できたのも父のおかげだと主張、後者も父がヒンチンブルック子爵を代表して選挙活動を行ったとした。
初代準男爵サー・ナサニエル・ラクソールも政治の才能では父よりはるかに下としたものの、個人的な美徳では父に勝ると評した。

## 家族
1766年3月8日、エリザベス・モンタギュー＝ダンク（Elizabeth Montagu-Dunk、1768年7月1日没、第2代ハリファックス伯爵ジョージ・モンタギュー＝ダンクの娘）と結婚、1男1女をもうけた。
- ジョン・ジョージ（1767年4月3日 – 1790年11月29日） - 庶民院議員。1790年3月3日、ドロシー・シャーロット・ベッキンガム（Dorothy Charlotte Beckingham、スティーブン・ベッキンガムの娘）と結婚、子供なし[10]
- キャロライン（1768年5月18日 – 1782年7月[11]）

1772年4月25日、メアリー・ポーレット（Mary Powlett、1753年10月 – 1779年3月30日、第6代ボルトン公爵ハリー・ポーレットの娘）と再婚、2男2女をもうけた。
- ジョージ・ジョン（1773年2月4日 – 1818年5月21日） - 第6代サンドウィッチ伯爵[12]
- メアリー（1774年2月27日[11] – 1824年10月4日） - 1796年10月7日、初代テンプルトン子爵ジョン・ヘンリー・アップトンと結婚、子供あり[13]
- ヘンリエッタ・スザンナ[11]
- フランシス・チャールズ（1778年1月8日 – 1780年6月13日[11]）

ほかにも下記の庶子をもうけている。
- ウィリアム・オーガスタス（英語版）（1785年ごろ – 1852年3月6日） - 1823年8月26日、アン・リーズ（Anne Leeds、初代準男爵サー・ジョージ・ウィリアム・リーズの娘）と結婚、子供なし[14]